# La signora delle camelie (film 1915 Gustavo Serena)
La signora delle camelie è un film muto italiano del 1915 diretto e interpretato da Gustavo Serena.